# Esenyurt
Esenyurt [ejtsd: eszenjurt] 2009 óta Isztambul tartomány egyik európai oldalon fekvő körzete, előtte Büyükçekmece része volt. Területe 42,90 km², 2008-ban népessége 335 316 fő volt.